# Onthophagus yunkara
Onthophagus yunkara är en skalbaggsart som beskrevs av Matthews 1972. Onthophagus yunkara ingår i släktet Onthophagus och familjen bladhorningar. Inga underarter finns listade i Catalogue of Life.